# Gruppen-Von-Neumann-Algebra
In der Mathematik organisiert die Gruppen-Von-Neumann-Algebra einer Gruppe {\displaystyle G} die Morphismen von Hilbert-{\displaystyle G}-Moduln.

## Definitionen
Für eine abzählbare Gruppe {\displaystyle G} sei {\displaystyle B(l^{2}G)} die {\displaystyle \mathbb {C} }-Algebra der beschränkten linearen Operatoren des Hilbert-Moduls {\displaystyle l^{2}G}. 
Die {\displaystyle G}-Wirkung auf {\displaystyle l^{2}G} setzt sich fort zu einer Wirkung des Gruppenrings {\displaystyle \mathbb {C} G} und damit zu einer Inklusion {\displaystyle \mathbb {C} G\to B(l^{2}G)}.
Die Gruppen-Von-Neumann-Algebra {\displaystyle NG} wird definiert durch eine der folgenden äquivalenten Definitionen.
- {\displaystyle NG} ist der schwache Abschluss von {\displaystyle \mathbb {C} G} in {\displaystyle B(l^{2}G)}.
- {\displaystyle NG} ist der starke Abschluss von {\displaystyle \mathbb {C} G} in {\displaystyle B(l^{2}G)}.
- {\displaystyle NG} ist der Bikommutant von {\displaystyle \mathbb {C} G} in {\displaystyle B(l^{2}G)}.
- {\displaystyle NG} ist die Unteralgebra der links-{\displaystyle \mathbb {C} G}-äquivarianten beschränkten Operatoren in {\displaystyle B(l^{2}G)}.

Die Gruppen-Von-Neumann-Algebra ist eine Von-Neumann-Algebra.